# Amphipyra conspersa
Amphipyra conspersa là một loài bướm đêm trong họ Noctuidae.